# Johann Hermann Hüffer

Johann Hermann Hüffer

Johann Hermann Hüffer (* 25. Dezember 1784 in Münster; † 12. Januar 1855 ebenda) war ein deutscher Verleger und Politiker. Er leitete den Aschendorff-Verlag, war von 1842 bis 1848 Oberbürgermeister der Stadt Münster und 1848 Mitglied der Preußischen Nationalversammlung.

## Herkunft
Hermann Hüffer stammte aus einer seit Generationen in Münster ansässigen Familie. Seine Eltern waren der Philosophieprofessor Christoph Hüffer (1755–1792) und dessen Ehefrau Maria Sophia Franziska Aschendorff (1760–1848), die einzige Tochter von Anton Wilhelm Aschendorff († 1804), dem Sohn des Gründers des Aschendorff-Verlags. Der Textilunternehmer Anton Wilhelm Hüffer (1786–1868) war sein Bruder, der Benediktinerprior Heinrich Georg Hüffer sein Onkel.

## Leben und Wirken
Hüffer übernahm den Aschendorff-Verlag im Jahr 1803 und war 1835 Mitbegründer des münsterschen Vereins der Kaufmannschaft. Im Jahre 1838 war es Johann Hermann Hüffer, der als Erster ein Buch von Annette von Droste-Hülshoff verlegte. Er gründete zudem 1852 den Münsterschen Anzeiger, aus den später die Westfälischen Nachrichten hervorgingen. Er leitete das Unternehmen bis ins Jahr 1854, bevor er die Leitung an seinen Sohn Eduard übergab.
Neben seinem Beruf als Verleger war Hüffer zudem ein führender Politiker in der Provinz Westfalen in der Mitte des 19. Jahrhunderts. Ab 1817 gehörte er der Stadtverordnetenversammlung von Münster an. Der preußische Oberpräsident von Westfalen, Ludwig von Vincke, schlug Hüffer als einen der 18 Vertrauensleute vor, die in Berlin an der Vorbereitung des Gesetzes über die Provinzialstände mitwirkten. Als 1826 ein westfälischer Provinziallandtag eingerichtet wurde, war Hüffer der erste Abgeordnete der Stadt Münster. In dieser Position hatte er engen Kontakt mit dem Landtagsmarschall Freiherr vom Stein.
Im Jahr 1842 wurde Hüffer Oberbürgermeister der Stadt Münster. Seit diesem Jahr wurde er auch als westfälischer Vertreter in die vereinigten Ausschüsse der Provinziallandtage nach Berlin delegiert. Im Vormärz gehörte er mit seinen Selbstverwaltungsideen zur gemäßigten liberalen Opposition. Der Revolution von 1848 stand er jedoch ablehnend gegenüber. Die Tumulte zu Beginn der Revolution in Münster richteten sich auch gegen Hüffer. Nur widerwillig nahm er ein Mandat für die preußische Nationalversammlung an. Am 1. Juli 1848 endete seine Amtszeit als Oberbürgermeister. Im Herbst 1848 erkrankte Hüffer schwer und legte am 12. Oktober sein Mandat in der Nationalversammlung nieder.

## Familie
Am 21. April 1812 heiratete Johann Hermann Hüffer Amalia Hosius († Juli 1825). Mit ihr hatte er sieben Kinder:
- Eduard (* 13. Mai 1813)
- Marie (* 28. September 1814)
- Sophie (* 10. April 1816, † 15. Mai 1819)
- Alfred (* 5. August 1818, † 23. August 1899), Richter und Politiker, Mitbegründer der Zentrumspartei
- Wilhelm (* 9. Juli 1821, † 1895), Gründer der Hüfferstiftung
- Julia (* 11. Juni 1823)
- Leopold (* 23. Juli 1825)

Bei Hüffers zweiter Eheschließung mit der nicht einmal 18-jährigen Maria Theresia Julia Kaufmann (* 1810), Schwester des späteren Oberbürgermeisters von Bonn, Leopold Kaufmann, am 10. November 1827 in Bonn, assistierte der Kirchengeschichtler Joseph Ignaz Ritter, ein bewährter Freund der Familie. Aus dieser Ehe gingen weitere zehn Kinder hervor:
- Anton Wilhelm Hermann Franz (* 12. Dezember 1828, † 21. Januar 1830)
- Hermann Joseph Julius Alexander (* 24. März 1830, † 15. März 1905), Jurist und Historiker
- Anna Amalia Alexandrina Clara (* 3. Juni 1831, † 1903)
- Franz Alexander Eduard (* 15. Oktober 1832)
- Emma Josephina Ignatia (* 15. Februar 1834)
- Maria Sophia Franciska Laura (* 15. November 1835)
- Augusta Johanna Julia (* 15. Februar 1838, † 8. Dezember 1840)
- Maria Augusta Laura (* 20. Dezember 1840)
- August Carl Emil Tilmann (* 22. Juni 1842)
- Franz Carl Christoph Johann (* 23. Mai 1845, † 19. Januar 1889), Musikkritiker in England

(Quelle:)

## Werke
- Erlebtes. Als Manuscript für seine Kinder gedruckt, Aschendorff, Münster 1854 (Online: ULB Münster)

## Ehrungen
Die Hüfferstraße in Münster ist Johann Hermann Hüffer sowie seinem Sohn Wilhelm Hüffer, dem Gründer der Hüfferstiftung, gewidmet.